# Юркив, Лариса
Лариса Юркив (англ. Larisa Yurkiw; род. 30 марта 1988 года, Оуэн-Саунд, Канада) — канадская горнолыжница, участница зимних Олимпийских игр 2014 года, призёр этапов Кубка мира в скоростном спуске.

## Спортивная биография
Заниматься горными лыжами Лариса Юркив начала уже в 2 года. Трижды Юркив принимала участие в чемпионатах мира среди юниоров и лучшим результатом на мировых молодёжных первенствах для неё стало 2-е место, завоёванное по итогам комбинации в 2008 году. На соревнованиях под эгидой FIS Лариса начала выступать в конце 2003 года. С марта 2004 года канадская горнолыжница стала выступать в Североамериканском кубке. За время выступлений в Кубке Северной Америки на счету Ларисы 9 побед и итоговое 1-е место в общем зачёте по итогам сезона 2007/2008. Также на счету канадской спортсменки есть одна победа на этапах Кубка Европы, добытая в швейцарском Санкт-Морице 17 декабря 2013 года. На этапах Кубка мира Юркив впервые выступила 13 января 2007 года в австрийском городе Альтенмаркт. Свои первые очки Юркив набрала в 2008 году на этапе в канадском Лейк-Луисе, став 29-й в скоростном спуске. Наилучшим результатом в рамках мирового кубка для канадской горнолыжницы стало 6-е место в скоростном спуске в австрийском Альтенмаркте в сезоне 2013/2014. Дважды Юркив принимала участие в чемпионатах мира, но лучшим результатом для неё стало только лишь 23-е место в супергиганте в 2013 году.
16 декабря 2009 года во время тренировки во французском Валь-д'Изере Юркив получила тяжёлые травмы колена, в результате чего она вынуждена была пропустить два сезона, в том числе Юркив осталась за бортом зимних Олимпийских игр 2010 года в Ванкувере.
В 2014 году Лариса Юркив выступила на зимних Олимпийских играх в Сочи. Канадская горнолыжница выступила в двух дисциплинах. В скоростном спуске Юркив показала 20-й результат, а в супергиганте ей не удалось финишировать. Изначально Юркив могла и не принять участие в Играх в Сочи, поскольку канадская федерация, после Игр 2010 года довольно сильно сократила расходы на зимние виды спорта, в результате чего у Юркив не хватало средств для поездки в Россию. Тем не менее, благодаря добровольным пожертвованиям спортсменка смогла собрать нужную сумму и принять участие в зимних Олимпийских играх в Сочи.
В мае 2016 года в возрасте 28 лет после самого успешного для себя сезона в Кубке мира (22-е место в общем зачёте и третье место в зачёте скоростного спуска) объявила о завершении карьеры.

## Результаты

### Олимпийские игры
| Олимпийские игры | Скоростной спуск | Супергигант | Гигантский слалом | Слалом | Комбинация |
| ---------------- | ---------------- | ----------- | ----------------- | ------ | ---------- |
| Сочи 2014        | 20               | DNF1        | —                 | —      | —          |

### Чемпионат мира
| Чемпионат мира   | Скоростной спуск | Супергигант | Гигантский слалом | Слалом | Комбинация |
| ---------------- | ---------------- | ----------- | ----------------- | ------ | ---------- |
| Валь-д'Изер 2009 | —                | DNF1        | —                 | —      | —          |
| Шладминг 2013    | 28               | 23          | —                 | —      | DNF2       |

## Личная жизнь
- Есть два старших брата.
- Окончила Университет Атабаски.
- Предки Юркив были родом с Украины[5].